# Ringflügler
Ein Ringflügler, auch Ringflügelflugzeug oder Coleopter, ist ein senkrechtstartfähiges Flugzeug mit einem Tragflügel in Form eines beiderseits offenen und vom Flugwind durchströmten Zylinders, in dem sich das Triebwerk befindet. Coleopter ist dabei eine anglisierte Form des französischen Begriffs coléoptère, der Käfer bedeutet. Sie wurden bisher nur vereinzelt als Experimentalflugzeuge geplant und lediglich in einem namensgebenden Baumuster (SNECMA C.450 Coléoptère) Ende der 1950er Jahre auch tatsächlich gebaut und erprobt.

## Konstruktion

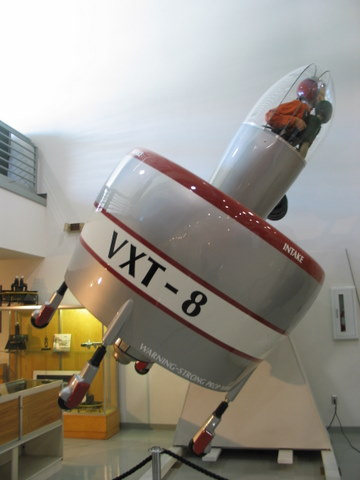
Vxt8 coleopter (Mockup)

Bei Ringflüglern bilden die Tragflächen eine vorne und hinten offene Röhre, die den Rumpf umschließt. Sie vereinigen theoretisch die Vorzüge eines Starrflügelflugzeugs (Geschwindigkeit) mit denen eines Hubschraubers (Senkrechtstart und -landung). Da der Ringflügel wie ein Mantelpropeller wirkt und den Antriebsstrahl ummantelt, besitzt dieser Flugzeugtyp einen guten Vortriebswirkungsgrad, wodurch er besonders für den Einsatz als Senkrechtstarter in der Ausführung als Heckstarter geeignet erscheint.  
Nachteilig sind jedoch die schlechten aerodynamischen Eigenschaften und dass sich nur Flugzeuge mit kleiner Abflugmasse bauen lassen. Darüber hinaus ergeben sich beträchtliche Stabilitätsprobleme bei Start und Landung sowie bei der Transition, dem Übergang zwischen Senkrecht- und Horizontalflug. Da ein Triebwerksausfall in diesen kritischen Phasen fast immer zum Verlust des Fluggeräts führt, sind Ringflügler für zivile Einsatzzwecke nicht geeignet.

## Geschichte
Ab Sommer 1943 untersuchten Focke-Wulf und Heinkel erstmals mit dem „Triebflügel“ genannten Konzept die Möglichkeiten eines Heckstarter-Objektschutzjägers. Während der Focke-Wulf-Entwurf drei um den Rumpf rotierende Tragflügel, ohne Ummantelung vorsah, verwendete Heinkel einen echten Ringflügel in dem zwei gegenläufige Propeller von zwei Daimler-Benz DB 605 D-Motoren angetrieben werden sollten (s. Heinkel Lerche und Heinkel Wespe). Keiner der Entwürfe wurde bis Kriegsende umgesetzt. 
In der Nachkriegszeit entwickelte dann SNECMA mit der C.450 Coléoptère ein Ringflügelmuster aus der vorhergehenden Atar Volant Familie. Bei der Entwicklung war eine deutsche Gruppe von Triebwerksspezialisten und Flugzeugbauer der Bayerischen Motorenwerke und von Junkers beteiligt. Nach dem Absturz des einzigen Prototyps im Jahr 1959 wurde das Projekt eingestellt, da sich die Steuerung des Flugzeugs als äußerst schwierig herausgestellt hatte. Anfang der 1970er Jahre entstand bei Dornier die unbemannte Aufklärungs-Plattform Aerodyne, die nicht zuletzt wegen der technischen Fortschritte bei bemannten Hubschraubern nicht in Serie ging.
In den USA entwickelte Charles Zimmerman von Hiller Helicopters mit der VXT-8 eine ähnliche Plattform als Ringflügler, die ebenfalls einen Propeller, statt des Strahlantriebs der Coléoptère verwendete. Es wurde jedoch lediglich eine Attrappe gebaut, da die zwischenzeitlich eingeführten Hubschrauber mit Wellenturbinen sich als besser geeignet zeigten. Zimmerman war auch für die Konstruktion der Kreisflügler Chance Vought V-173 und Chance Vought XF5U verantwortlich.
Convair wählte die Ringflügel-Auslegung für seinen Model-49-Vorschlag im Rahmen des Advanced Aerial Fire Support System (AAFSS) Programms. Die US Army entschied sich jedoch für die konventionellen Konzepte der Lockheed AH-56 Cheyenne und Sikorsky S-66 als Gewinner des Wettbewerbs.

## Abgrenzung zu Kreisflüglern
Horizontale Ringflügel, wie etwa die Lee-Richards Annular Monoplane, werden üblicherweise den Kreisflüglern zugeordnet, da sie sehr ähnliche aerodynamische Eigenschaften aufweisen und sich lediglich durch einen Tragflächenausschnitt, in dem sich der Pilotensitz und auch das Triebwerk befinden kann, von den Kreisflüglern unterscheiden. 